# Tractor Supply Company
Tractor Supply Company — американська мережа магазинів, що спеціалізується на товарах для сільського господарства, будівництва, догляду за садом та газоном, а також на товарах для тваринництва, коней та догляду за домашніми тваринами.

## Історія
Перший роздрібний магазин Tractor Supply Co. був відкритий у 1939 році в місті Майнот, Північна Дакота. Штаб-квартира розташована у Брентвуд, штат Теннессі.
У 2004 році, коли компанія повідомила про доходи в розмірі понад 1,7 мільярда доларів, журнал Fortune включив Tractor Supply до свого списку 100 найшвидше зростаючих підприємств. Станом на 29 грудня 2019 року Tractor Supply Company володіла 1844 магазинами в 49 штатах.
1700-й магазин компанії відкрився в березні 2018 року.
9 вересня 2019 року стало відомо, що компанія володіє 1800 магазинами.

## Продукція
Асортимент Tractor Supply Company налічує п'ять основних категорій товарів. Категорія тваринництва та товарів для домашніх тварин становила 47 відсотків від продажів компанії в 2019 році. Категорією, що займає друге місце за найвищими продажами, було "Обладнання, інструменти, вантажні автомобілі та буксирні вироби" — 21% продажів. Сезонні продукти, такі як обладнання для саду та саду, подарунки та іграшки, становили 20% продажів, далі — одяг та взуття (8%) та сільськогосподарська продукція (4%).